# Morsø Sparekasse
Morsø Sparekasse var en dansk bank med hovedsæde i Nykøbing Mors. I 2010 fusionerede banken med Morsø Bank og blev til Fjordbank Mors.

## Historie
I 2006 skiftede banken status fra sparekasse til aktieselskab, og man oprettede i den forbindelse Morsø Sparekasse Fonden der fik ejerskabet af samtlige aktier i banken. Årene forinden havde Morsø Sparekasse fusioneret med flere mindre sparekasser på Salling, Fur og Mors.

### Fjordbank Mors
I slutningen af august 2010 meddelte Morsø Bank og Morsø Sparekasse at man planlagde en sammenlægning. Dette skete 14 dage efter at Morsø Sparekasse var blevet udråbt som det farligste pengeinstitut at være kunde i på grund af dens dårlige økonomi, imens Morsø Bank var landets sjette farligste.
Den 28. september 2010 blev det nye navn "Fjordbank Mors" offentliggjort. Den 1. november 2010 godkendte de 2 bankers generalforsamlinger med stort flertal en sammenlægning. I Morsø Bank stemte 99.7 % af aktionærende for, imens der hos Morsø Sparekasse var 100 % opbakning. 2 dage efter godkendte Finanstilsynet fusionen, og Fjordbank Mors' aktier blev første gang handlet på Københavns Fondsbørs den 5. november 2010.